# リンダ・ラヴレース
リンダ・ラヴレース (Linda Lovelace)、本名リンダ・スーザン・ボアマン（Linda Susan Boreman, 1949年1月10日 - 2002年4月22日）は、アメリカ合衆国ニューヨーク市ブロンクス出身の女優。1972年のポルノ映画『ディープ・スロート』で有名となり、その後ポルノ映画に対する反論者になった。 

## 経歴
史上最も成功したポルノ映画『ディープ・スロート』出演する前に、いくつかの短編ハードコア・ポルノ映画で主演した。のちに多くのソフトコア・ポルノ映画に出演したが、それらの多くは失敗作となった。
『ディープ・スロート』は「出演料が支払われず、映画は約6億ドルの総収益を上げたが、夫のチャック・トレイナーは1,250ドルしか受け取らなかった」と主張した。申し立てによるとラヴレースは、獣姦ポルノ映画を作ったことで非難されたが、常にそれを否定した。 
映画デビューの数年後「夫が自分に銃を突きつけてポルノ映画へ出演を強要した」と主張し、トレイナーと1973年に離婚した。のちにトレイナーはポルノ・スターマリリン・チェンバースと再婚した。
1980年に出版した自叙伝で、トレイナーとの関係は暴力・強姦・売春・ポルノ映画によって悩まされていた、と記した。 
『ディープ・スロート』で大ポルノ・スターとなったのちに、様々なメディアに出演した。1975年にレッド・ツェッペリンのコンサートでMCを務めた。いくつかの海賊盤で彼女のMCを聴くことができる。
ポルノ映画の出演経験をもとに、ポルノ映画調査委員会で証言し、大学キャンパスなど様々な場所で講義し、ポルノ映画産業の慣習を「思いやりのないもの」として非難し続けた。
2002年4月3日に車を運転中に事故を起こして重傷を負い、4月22日に生命維持装置を外されてコロラド州デンバーで他界した。トレイナーは2002年7月22日に心臓発作で他界した。